# Bob James
Bob James, pseudonimo di Robert McElhiney James (Marshall, 25 dicembre 1939), è un pianista, arrangiatore, compositore e produttore discografico statunitense.
Noto per l'elaborata struttura armonica e contrappuntistica dei suoi arrangiamenti e per il suo frequente lavoro con i campionatori, Bob James è un musicista vincitore di Grammy Award, considerato uno dei padri dello smooth jazz. È il fondatore del supergruppo Fourplay.

## Biografia

### Primi anni
I suoi genitori si chiamavano Albert Lamkin "Buddy" James e Alice McElhiney; Bob ha anche una sorella maggiore, Katherine.
James iniziò a suonare il pianoforte all'età di 4 anni. La sua prima insegnante, Sorella Mary Elizabeth (insegnante alla Mercy Academy, una scuola cattolica locale), scoprì che possedeva l'orecchio assoluto. A 7 anni cominciò a studiare con R. T. Dufford, un'insegnante del Missouri Valley College; James la descrisse come un'insegnante eccellente che gli insegnò i fondamenti di teoria ed armonia. Il suo primo lavoro musicale fu a circa 8 anni, quando suonò per una lezione di tip-tap alla Mercy. "Se non ricordo male, fui pagato 25 centesimi, ma lasciammo perdere perché, confuso dal rumore del tapping, non riuscivo a tenere il tempo".
Dai 15 anni James continuò gli studi con Franklin Launer, un professore del Christian College di Columbia, Missouri, con altre lezioni da Harold Lickey, il direttore dell'orchestra della scuola superiore di Marshall. Oltre al piano, Bob James sa suonare la tromba, i timpano e le percussioni. Dal 1950 al 1956, Bob prese parte al concorso pianistico della Missouri State Fair, riportandone diversi "Nastri Blu". In questi anni scrisse il primo arrangiamento per un'orchestra da ballo, "Once in a While". Durante l'estate del 1955, al Lago degli Ozarks, James suonò sulla nave Governor McClurg Excursion Boat con il quartetto di Bob Falkenhainer.
Bob James afferma che durante quelle giornate aveva tempo libero e divenne un buon surfista!
A 16 anni, durante l'estate, andò in Colorado con l'amico Ben Swinger, trovando un lavoro in un piano bar. L'anno successivo frequentò l'Università del Michigan, conseguendo la laurea e un master in musica. Durante il primo semestre, Bob si trasferì al Berklee, a Boston. Il suo compagno di stanza era Nick Brignola, che diventerà uno dei più grandi sassofonisti baritono (l'anno seguente Bob si unirà al quartetto di Nick, lavorando insieme in un jazz club ad Albany, New York). Per il secondo semestre ritornò in Michigan.
Suonando il piano nell'orchestra di una rappresentazione universitaria di "Carosello", Bob incontrò persone molto importanti nella sua vita, tra cui Jack O'Brien (nel ruolo di Mr. Snow) e Judy Heric (nel ruolo di Carrie Pipperidge), con cui si sposerà nel Settembre del 1963. Nel 1962, James suonò in un trio bop e, dopo un periodo con Sarah Vaughan (1965-1968), Bob si avviò alla registrazione in studio.

### Successi commerciali

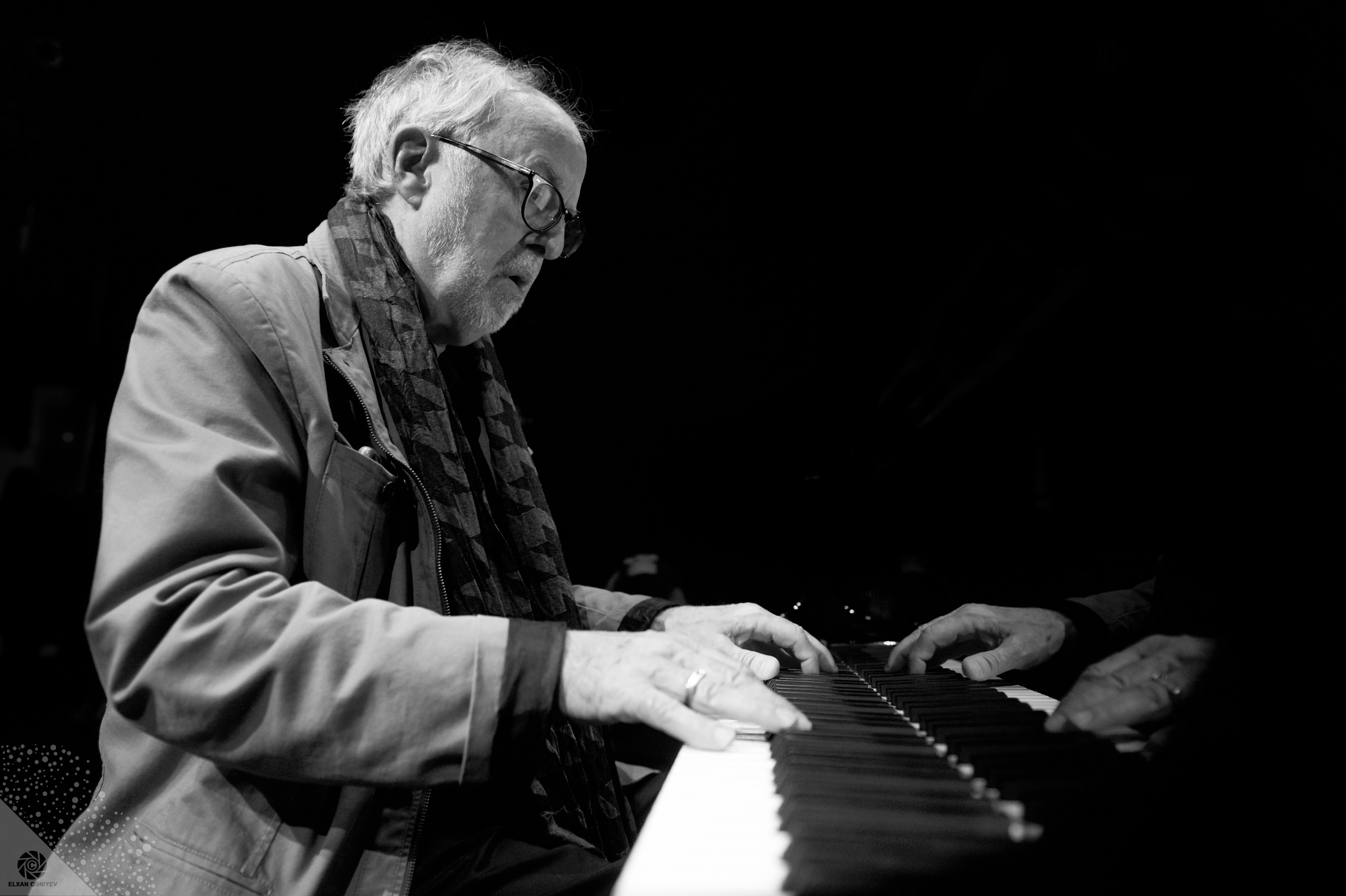
Bob James nel 2015

Durante gli anni '70, Bob James ebbe un ruolo importante nell'affermazione dello smooth jazz, apparendo con Stanley Turrentine e Milt Jackson nell'album del 1972 Cherry e nel successivo Don't Mess with Mister T. (1973).
Durante lo stesso anno lavorava anche come produttore e arrangiatore per la CTI Records, partecipando a lavori di Grover Washington Jr. quali Inner City Blues (1972), All the King's Horses (1972), Soul Box (1973), Mister Magic (1975), and Feels So Good (1975).
Nel 1974, James registrò One, il suo primo lavoro commerciale da leader. Successivamente pubblicò album best seller presso la sua etichetta Tappan Zee, la Warner Bros. e la Columbia, includendo collaborazioni con Earl Klugh e David Sanborn. James produsse Primal Scream di Maynard Ferguson (1975), e fu il produttore esecutivo del successo Conquistator di Ferguson. Angela (1978), il tema strumentale per la serie Taxi è probabilmente il suo lavoro più conosciuto, prima dei classici Nautilus e Wetchester Lady, estratti dall'album Three.
James e Klugh vinsero nel 1980 il Grammy per la miglior performance strumentale pop, con l'album One on One (Bob James e Earl Klugh).
Bob James fondò il supergruppo smooth jazz Fourplay.
James ricevette un Grammy anche per la sua collaborazione a Double Vision di David Sanborn (1986).

## Eredità
Bob James è identificato come il progenitore dello smooth jazz. La sua musica è spesso campionata in pezzi Hip hop. Nautilus e Take Me to the Mardi Gras, sono le più campionate nella storia dell'Hip Hop.

## Discografia

### Da solista
- 1974 - One
- 1975 - Two
- 1976 - Three
- 1977 - BJ4
- 1977 - Heads
- 1978 - Touchdown
- 1979 - Lucky Seven
- 1980 - H
- 1981 - All Around the Town
- 1981 - Sign of the Times
- 1982 - Hands Down
- 1983 - Foxie
- 1983 - Taxi - The Genie
- 1984 - 12
- 1984 - Rameau
- 1984 - The Swan
- 1986 - Obsession
- 1988 - Ivory Coast
- 1988 - The Scarlatti Dialogues
- 1989 - J.S. Bach: Concertos For 2 & 3 Keyboards
- 1990 - Grand Piano Canyon
- 1994 - Restless
- 1997 - Playin' Hooky
- 1999 - Joy Ride
- 2001 - Anthology
- 2001 - Dancing On The Water
- 2001 - Restoration
- 2002 - Morning, Noon & Night
- 2002 - The Essential Collection 24 Smooth Jazz Classics
- 2003 - Bob James in Hi Fi
- 2005 - Urban Flamingo
- 2009 - The Very Best Of Bob James

### Come Bob James Trio
- 1963 - Bold Conceptions
- 1964 - Explosions
- 1996 - Straight Up
- 2003 - Take It From The Top

### Collaborazioni
- 1974 - She Was Too Good to Me (con Chet Baker)
- 1979 - One On One (Con Earl Klugh)
- 1981 - Two Of A Kind (Con Earl Klugh)
- 1986 - Double Vision (Con David Sanborn)
- 1992 - Cool (Con Earl Klugh)
- 1995 - Flesh And Blood (Con Hilary James)
- 1996 - Joined At The Hip (Con Kirk Whalum)
- 2003 - Talkin'back (Con Alessandro Bertozzi)
- 2005 - Angels Of Shanghai (Con Jack Lee)
- 2007 - Ataraxis (Con Deeyah)
- 2008 - Christmas Eyes (Con Hilary James)
- 2009 - Botero (Con Jack Lee)
- 2011 - Altair & Vega (Con Keiko Matsui)
- 2011 - Just Friends: The Hamilton Hall Sessions (Con Howard Paul)

### Con i Fourplay
- 1991 - Fourplay
- 1993 - Between The Sheets
- 1995 - Elixir
- 1997 - The Best Of Fourplay
- 1998 - 4
- 1999 - Snowbound
- 2000 - Yes, Please
- 2002 - Heartfelt
- 2004 - Journey
- 2006 - X
- 2008 - Energy
- 2010 - Let's Touch the Sky
- 2012 - Esprit De Four

### Come arrangiatore
- 1969 - Stonebone
- 1969 - Crying Song
- 1971 - Wild Horses Rock Steady
- 1970 - Afro-Classic
- 1971 - The Rite of Spring
- 1972 - Morning Star
- 1972 - Mizrab
- 1973 - Carnegie Hall
- 1973 - Giant Box
- 1973 - Higher Ground
- 1973 - Blues Farm
- 1973 - Skylark
- 1972 - Time & Love
- 1974 - In the Beginning
- 1974 - The Chicago Theme
- 1975 - The San Francisco Concert
- 1975 - Macho

## Filmografia
- 2005 Live at Montreux
- 2005 Bob James: An Evening of Fourplay Vol 1 & 2
- 2006 Bob James Live[4]